# Образование в Аргентине
Начальное или дошкольное образование в Аргентине предназначено для детей в возрасте до 5 лет. Его получают дети, начиная с возраста 2-х или 3-х лет. По данным ЮНЕСКО образование Аргентина является одним из самых передовых в Латинской Америке. Это иногда называют научные Латинской Америке (исп.  La docta Latinoamericana). 
Посещение школ обязательно для всех детей от 5 до 17 лет. Школьная система Аргентины состоит из начального образования продолжительностью 6 или 7 лет и среднего образования продолжительностью от 5 до 6 лет. Первичное образование получают дети в возрасте с 6 до 12 лет, и является обязательным для всех граждан Аргентины. В рамках этого образования, дети начинают учить второй язык с 4-го класса (кроме английского языка, изучают французский и итальянский). Также в Буэнос-Айресе работают 22 учреждения для дополнительного обучения иностранным языкам.
Среднее образование получают дети, в возрасте от 13 до 18 лет. Такое обучение организовано в основной цикл, который включает в себя обязательные 3 года, а также специализированное образование, которое учащиеся проходят наряду с профессиональным образованием. В отличие от процесса обучения во многих провинциях Аргентины, Буэнос-Айрес сохранил профессиональные технические училища, которые работают в соответствии с законом города № 898 124, по окончании которых выпускники получают среднее образование.
Образование в Аргентине бесплатно на всех уровнях, за исключением основной части послеуниверситетского образования. Уровень грамотности в Аргентине составляет 97 %. Трое из каждых восьми взрослых старше 20 лет имеют среднее образование или выше.
Хотя уровень грамотности был близок к абсолютному уже начиная с 1947 года, в первой половине XX века большинство аргентинской молодежи не имело доступа к образованию выше, чем обязательное семилетнее начальное обучение. С введением бесплатного образования на среднем и университетском уровне (в 1970-х годах) спрос на него стал часто превышать бюджетные возможности. Соответственно, государственные образовательные учреждения зачастую испытывают недостаток средств и снижают качество обучения. Это благотворно сказалось на расцвете частного образования, хотя и выразилось в неравенстве между теми, кто может себе его позволить и остальным обществом, поскольку частные школы зачастую не имеют программ предоставления стипендий. Приблизительно один из четырёх школьников и один из шести студентов посещают частные учебные заведения.
Около 11,4 млн человек были вовлечены в процесс формального образования в 2006 году, включая 1,5 млн студентов 85 университетов страны. 38 университетов являются государственными. Наиболее значимые университеты: Университет Буэнос-Айреса, Национальный университет Кордовы, Национальный университет Ла-Платы, Национальный университет Росарио, Национальный технологический университет. Государственные университеты столкнулись с существенным сокращением финансирования в 1980-х и 1990-х годах, что привело к снижению качества образования.